# 몬스터 헌터 라이즈
《몬스터 헌터 라이즈》는 캡콤이 개발 및 배급한 액션 롤플레잉 게임이다. 2018년 《몬스터 헌터: 월드》 이후 출시된 《몬스터 헌터》 시리즈 여섯 번째 작품으로 닌텐도 스위치 콘솔로 2021년 3월 26일에 전세계로 동시발매됐다. 마이크로소프트 윈도우판은 2022년 1월에 발매됐다.

## 출시
《몬스터 헌터 라이즈》는 2020년 닌텐도 다이렉트 미니: 파트너 쇼케이스 방송에서 2021년 3월 26일 출시 타이틀로서 처음 공개됐다.

## 참조

### 내용주
1. ↑  영어: Monster Hunter Rise, 일본어: モンスターハンターライズ